# Communauté de communes du Pays fertois et du Bocage carrougien
La communauté de communes du Pays fertois et du Bocage carrougien (CCPFBC) est une communauté de communes française, créée le 1er janvier 2017 et située dans le département de l'Orne en région Normandie. 

## Histoire
La communauté de communes est créée le 1er janvier 2017 par fusion de deux communautés de communes : la communauté de communes du Pays fertois, sans les communes de Lonlay-le-Tesson, des Monts d'Andaine et la commune déléguée d'Antoigny qui rejoignent Flers Agglo, et la communauté de communes du Bocage Carrougien,.

## Administration
| Période         | Période        | Identité           | Étiquette | Qualité                              |
| --------------- | -------------- | ------------------ | --------- | ------------------------------------ |
| 9 janvier 2017  | 7 juillet 2020 | Daniel Miette      | DVD       | Maire de Magny-le-Désert (1966-2020) |
| 16 juillet 2020 | En cours       | Claudine Bellenger |           | Maire de Magny-le-Désert             |

## Territoire communautaire

### Géographie
Située dans le sud du département de l'Orne, la communauté de communes du Pays Fertois et du Bocage Carrougien regroupe 19 communes et s'étend sur 230,7 km2.

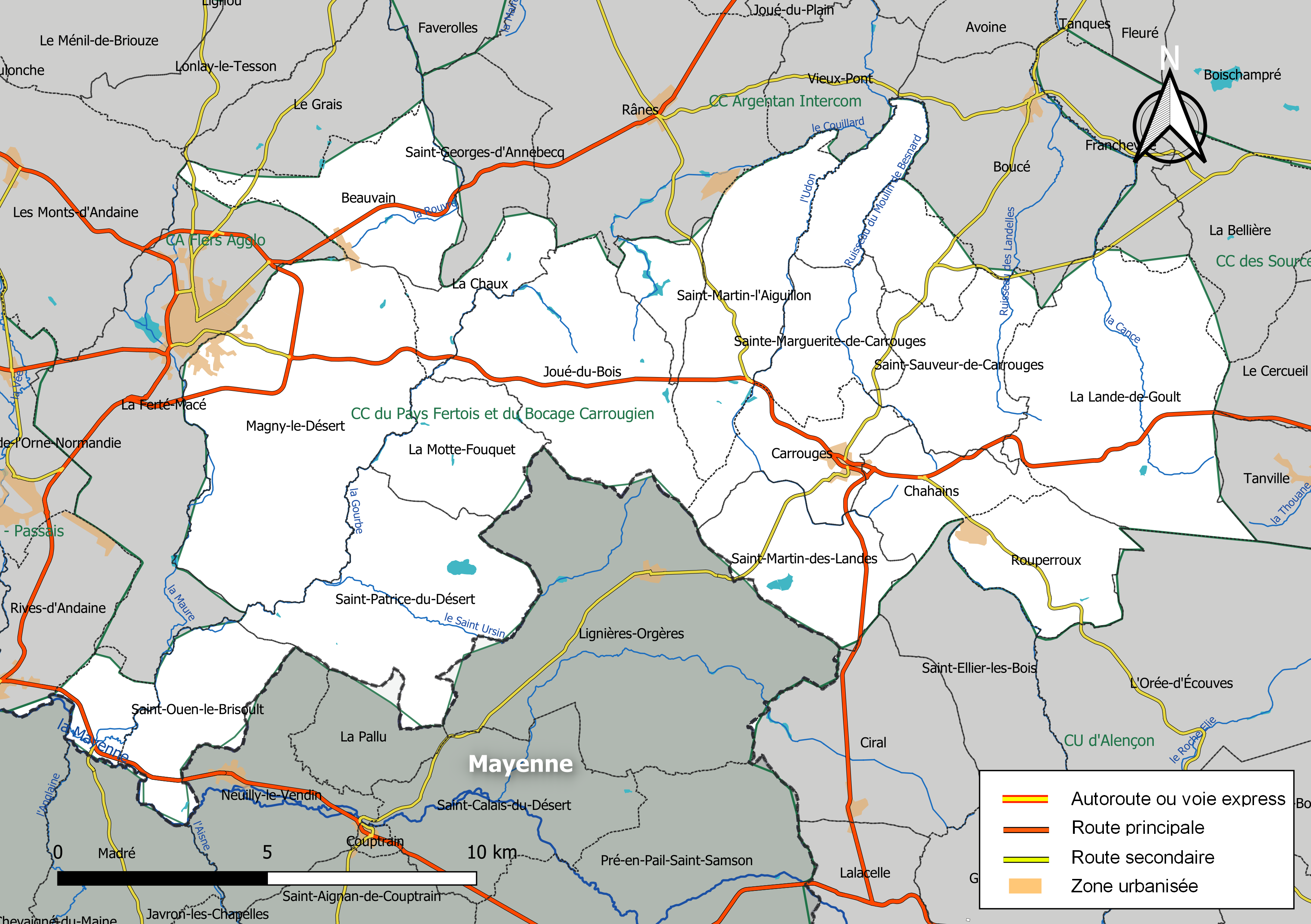
Carte de la communauté de communes du Pays Fertois et du Bocage Carrougien au 1er janvier 2019.

### Composition
La communauté de communes est composée des 19 communes suivantes :

| Nom                            | Code Insee | Gentilé            | Superficie (km2) | Population (dernière pop. légale) | Densité (hab./km2) |
| ------------------------------ | ---------- | ------------------ | ---------------- | --------------------------------- | ------------------ |
| Carrouges (siège)              | 61074      | Carrougiens        | 8,58             | 626 (2022)                        | 73                 |
| Beauvain                       | 61035      | Beauvinois         | 12,46            | 265 (2022)                        | 21                 |
| Chahains                       | 61080      | Séchehains         | 7,65             | 82 (2022)                         | 11                 |
| Le Champ-de-la-Pierre          | 61085      |                    | 4,05             | 29 (2022)                         | 7,2                |
| La Chaux                       | 61104      |                    | 5,06             | 53 (2022)                         | 10                 |
| Joué-du-Bois                   | 61209      | Gaudiacéens        | 21,08            | 386 (2022)                        | 18                 |
| La Lande-de-Goult              | 61216      | Landons            | 28,57            | 186 (2022)                        | 6,5                |
| Magny-le-Désert                | 61243      | Magnaciens         | 33,34            | 1 386 (2022)                      | 42                 |
| Méhoudin                       | 61257      | Méhoudinois        | 3,85             | 121 (2022)                        | 31                 |
| Le Ménil-Scelleur              | 61271      |                    | 5,37             | 87 (2022)                         | 16                 |
| La Motte-Fouquet               | 61295      | Mottais            | 9,32             | 159 (2022)                        | 17                 |
| Rouperroux                     | 61357      | Rouperrouxiens     | 9,78             | 175 (2022)                        | 18                 |
| Saint-Martin-des-Landes        | 61424      | Saint-Martinois    | 11,19            | 187 (2022)                        | 17                 |
| Saint-Martin-l'Aiguillon       | 61427      |                    | 14,61            | 186 (2022)                        | 13                 |
| Saint-Ouen-le-Brisoult         | 61439      |                    | 9,75             | 125 (2022)                        | 13                 |
| Saint-Patrice-du-Désert        | 61442      |                    | 20,48            | 232 (2022)                        | 11                 |
| Saint-Sauveur-de-Carrouges     | 61453      | Saint-Salvatoriens | 11,42            | 239 (2022)                        | 21                 |
| Sainte-Marguerite-de-Carrouges | 61419      |                    | 8,69             | 211 (2022)                        | 24                 |
| Sainte-Marie-la-Robert         | 61420      |                    | 5,45             | 87 (2022)                         | 16                 |